# Holotín
Holotín (en allemand : Hollotin) est une commune du district et de la région de Pardubice, en République tchèque. Sa population s'élevait à 62 habitants en 2024.

## Géographie
Holotín se trouve à 11 km au sud de Přelouč, à 18 km au sud-ouest de Pardubice, à 35 km au sud-sud-ouest de Hradec Králové et à 83 km à l'est-sud-est de Prague.
La commune est limitée par Choltice au nord, par Svojšice et Stojice à l'est, par Načešice et Hošťalovice au sud, et par Bukovina u Přelouče, Turkovice et Urbanice à l'ouest.

## Histoire
La première mention écrite du village date de 1405.

## Transports
Par la route, Holotín se trouve à 7 km de Heřmanův Městec, à 17 km de Chrudim, à 26 km de Pardubice et à 110 km de Prague. 